# Estela Núñez
Belia Estela Núñez Rodríguez (El Rincón, Jalisco, México; 29 de marzo de 1948), más conocida artísticamente como Estela Núñez, es una cantante, actriz y conductora mexicana.

## Discografía
- 1967 Estrellita Núñez (EP)
- 1967 Sor ye-yé (temas de la película Sor ye-yé)
- 1968 Estela Núñez
- 1969 Una lágrima y otros éxitos con Estela Núñez
- 1970 Cariñosamente
- 1970 Volverás (edición 1.ª)
- 1970 Volverás (edición 2.ª)
- 1971 Estela... Es amor
- 1971 Estela es amor (EP)
- 1971 Blanca Navidad, Estela Núñez y Roberto Jordán (EP)
- 1972 Estela Núñez con el Mariachi Vargas de Tecalitán
- 1973 Iremos de la mano... Gracias por volver
- 1973 Recordando sus tríos favoritos
- 1974 Lágrimas y lluvia... Tú sigues siendo el mismo
- 1974 Estela canta de Yucatán
- 1975 Uno
- 1977 Ni se compra ni se vende
- 1978 Estela Núñez, mis éxitos de siempre con Mariachi
- 1978 Eternamente, Estela Núñez
- 1978 Te esperaré (EP)
- 1978 Mi ranchito y otros éxitos
- 1978 Para toda la vida (con el Mariachi América de Jesús R. de Híjar)
- 1979 Por amores como tú
- 1980 Lejanía
- 1980 Demasiado amor (Canta a Juan Gabriel)
- 1981 Estela... Te quiero todo
- 1982 Déjate amar
- 1983 Mis canciones favoritas con Mariachi
- 1984 Con amor, Estela Núñez y Juan Gabriel
- 1985 Para el amor
- 1986 Corazón errante
- 1987 Lo mejor de Estela Núñez
- 1990 Desafío (con el Mariachi Vargas de Tecalitán)
- 1992 Corazón herido
- 1995 Para enamorados
- 1997 Si me recuerdas
- 2000 ¿Te acuerdas? Grandes éxitos
- 2000 Con el sentimiento de un grande
- 2005 Contigo
- 2006 Estela Núñez con el Mariachi de Javier Carrillo
- 2008 Estela interpreta a Juan Gabriel
- 2012 Estela Núñez con banda sinaloense Los Yakis
- 2013 Yo sé que te acordarás con Mariachi

### Recopilaciones
- 1983 15 éxitos con Estela Núñez
- 1992 Los grandes de la música ranchera
- 1993 Colección Espectacular: 20 éxitos
- 1999 Sucesos musicales
- 2000 Lo mejor de RCA Víctor
- 2001 RCA 100 años de música 1
- 2002 RCA 100 años de música 2
- 2004 Sus primeras e inolvidables canciones
- 2007 Las número 1
- 2010 Lo esencial de Estela Núñez